# Sugiurumn
Sugiurumn (Tokio, Japón - 1 de noviembre de 1970) es un músico, productor y DJ japonés de música house. Su nombre real es Eiji Sugiura (杉浦英治 Sugiura Eiji?).
Su carrera musical la comenzó como vocalista y guitarrista del grupo de rock Electric Glass Balloon, y tras la separación de éste en 1998, incursionó en la música house y se convirtió en DJ. Lanzó su primer trabajo como Sigiurumn en 1999. Actualmente pertenece a Avex, donde continúa haciendo música y remixes para diversos artistas.

## Discografía

### Singles
- Night Music (2001)
- electrify my love (2004)
- star baby (2004)
- SWEET AMAZING (2005)
- Boogie Nights (2005)

### Álbumes
- EVERLASTING TEENAGE MUSIC (1999)
- Life is serious but art is fun (1999)
- MUSIC IS THE KEY OF LIFE (2000)
- Life Ground Music (2002)
- our history is made in the night (2004)
- Party Calling!! (2004)
- House beat (2005)
- Party calling 2 (2005)
- House beat Evolution (2006)
- What time is summer of love? (2007)

### Remixes
- Kirinji
  - Siren no Uta (Sugiurumn Remix) (2001)
  - Crazy Summer (SUGIURUMN HOUSE MISSION MIX) (2003)
- PEALOUT
  - BEAT FOR YOUR RIGHT (SUGIURUMN HOUSE MISSION MIX) (2002)
- WINO
  - Not Alone -SUGIURUMN hottest day of june MIX- (2002)
- Ayumi Hamasaki
  - independent "SUGIURUMN MIX" (2002)
- CHEMISTRY
  - So in Vain (sugiurumn HOUSE MISSION MIX) (2004)
- Alfa
  - SPEED STAR (SUGIURUMN House Mission Mix) (2005)
- GOING UNDER GROUND
  - Tomorrow's Song SUGIURUMN OVER NIGHT REMIX (2005)
- m-flo
  - COZMO-NAUGHTY <SUGIURUMN HOUSE MISSION MIX> / m-flo loves Kahimi Karie (2005)
- hitomi
  - CRA"G"Y☆MAMA (SUGIURUMN HOUSE MISSION MIX) (2005)
- melody.
  - realize (Sugiurumn house mission mix) (2006)
- Ketsumeishi
  - Sakura ～sugiurumn remix～ (2006)
- Asia Engineer
  - PROJECT AE with sugiurumn (2006)
- meg
  - stereo 04 (sugiurumn mix) (2006)
- Ami Suzuki joins AJ & Aly
  - Potential Breakup Song (2007)